# Kubapalmkråka
Kubapalmkråka (Corvus minutus) är en fågel i familjen kråkfåglar inom ordningen tättingar. Den förekommer enbart på centrala Kuba där den anses vara utrotningshotad. Vissa behandlar denna och hispaniolapalmkråkan som en och samma art.

## Utseende och läte
Kubapalmkråkan är en rätt liten (34–38 cm) helsvart kråka. Näbben är förhållandevis kraftig med ordentlig befjädrad ovansida. Kubakråkan har längre näbb med mindre befjädring ovan. Kubapalmkråkan har ett rakt och hårt "raaah" som läte, avvikande från kubakråkan.
Arten är något mindre och mattare färgad än hispaniolapalmkråkan och hanen har också något längre tarser men kortare näbb. Lätena är mycket lika, kubapalmkråkans dock lite mindre vibrerande.

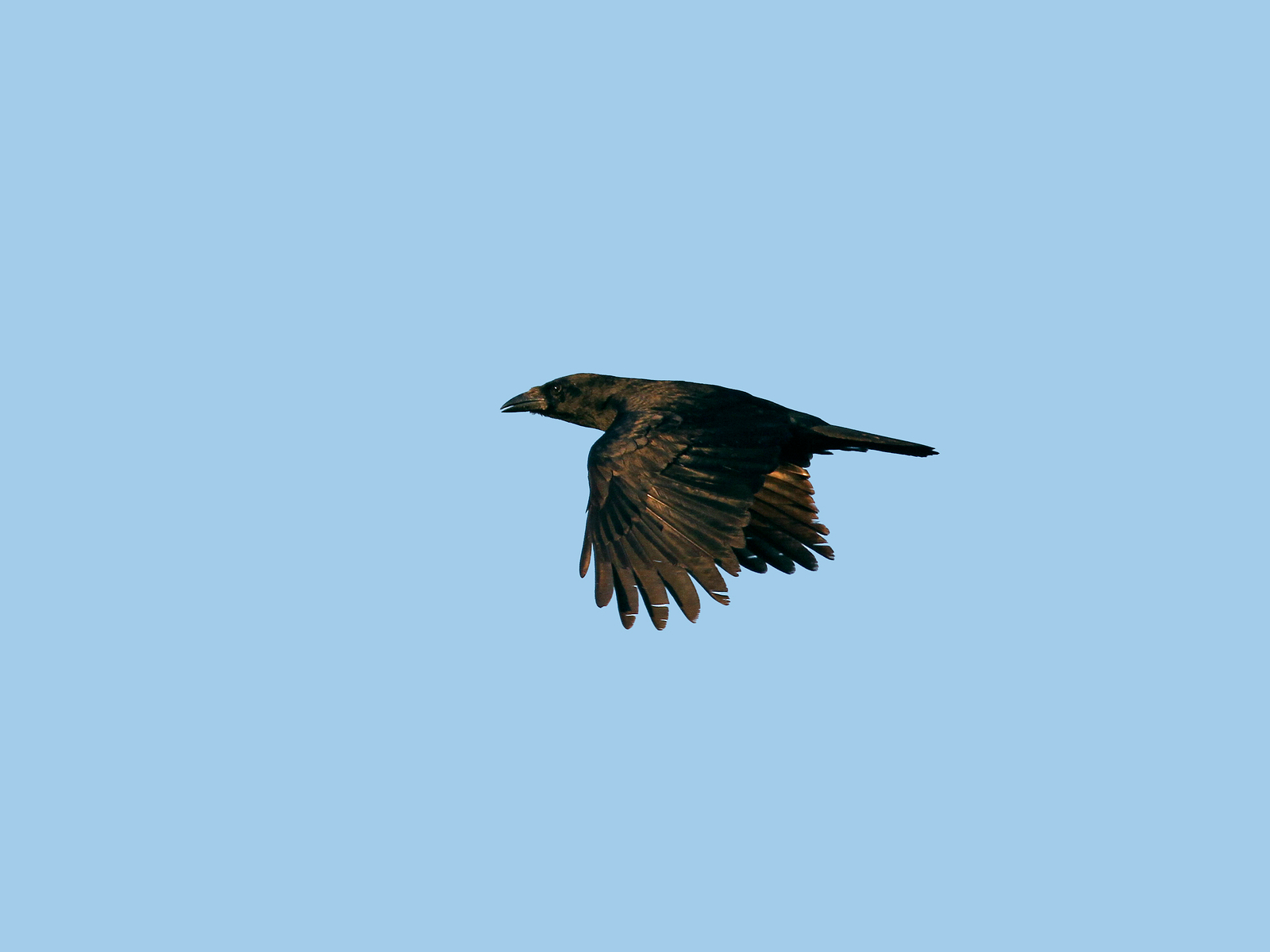

## Utbredning och status
Kubapalmkråkan förekommer enbart på Kuba, där numera endast på centrala delen i provinsen Camagüey. Den har även rapporterats från provinsen Pinar del Río, dock bara med ett enda obekräftat fynd de senaste 50 åren. Fågeln anses vara mycket sällsynt och begränsad till några få isolerade lokaler, med totala utbredningsområden mindre än 100 km². Röjning av Roystonea-palmer för att underlätta jordbruk och uppfödning av boskap tros ha orsakat minskningar och lokalt utdöende, eftersom kråkan är beroende av palmen för att häcka. IUCN erkänner inte kubapalmkråkan som egen art, varför den formellt inte hotkategoriseras globalt. På nationell nivå betraktas den dock som utrotningshotad.

## Artstatus
Kubapalmkråkan behandlas ofta som underart till Corvus palmarum, bland annat av IUCN och Birdlife International. International Ornithological Congress (IOC) med flera urskiljer den dock som egen art och denna linje följs här. Båda palmkråkorna står nära nordamerikanska fiskkråkan.

## Levnadssätt
Kubapalmkråkan hittas i låglänta jordbruksmarker med tillgång på palmer. Liksom många andra kråkfåglar är den en allätare som kan ta ryggradslösa djur, små ryggradsdjur som ödlor och frukt. Den har dock inte noterats ta as. Fågeln födosöker i träd och på marken i par och smågrupper.